# Astragalus cicer
El garbanzo silvestre  (Astragalus cicer) es una planta de la familia de las leguminosas.

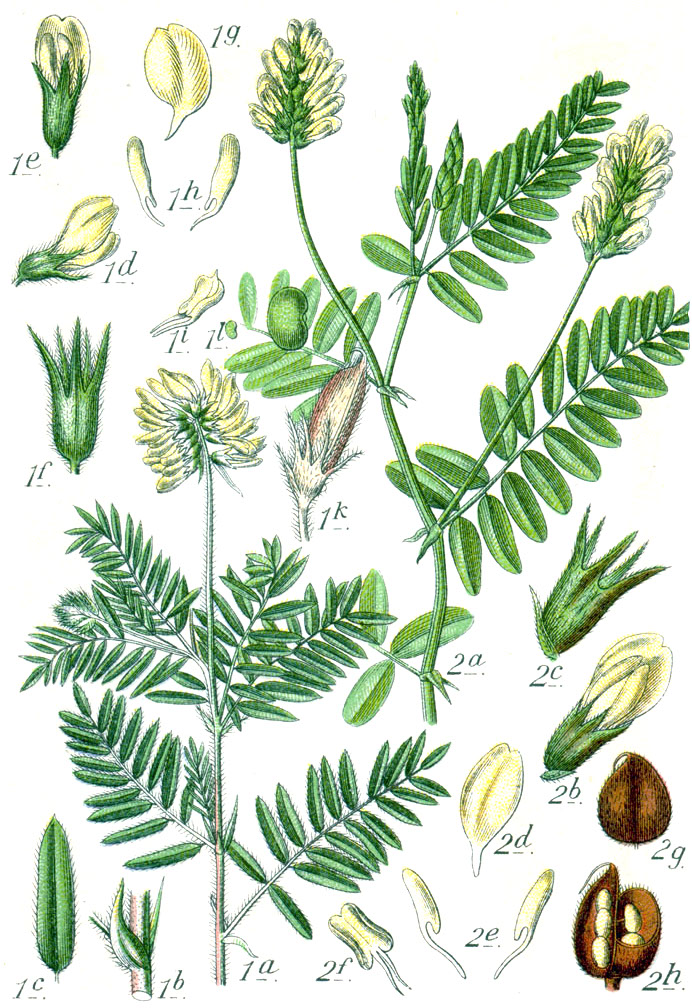
Ilustración

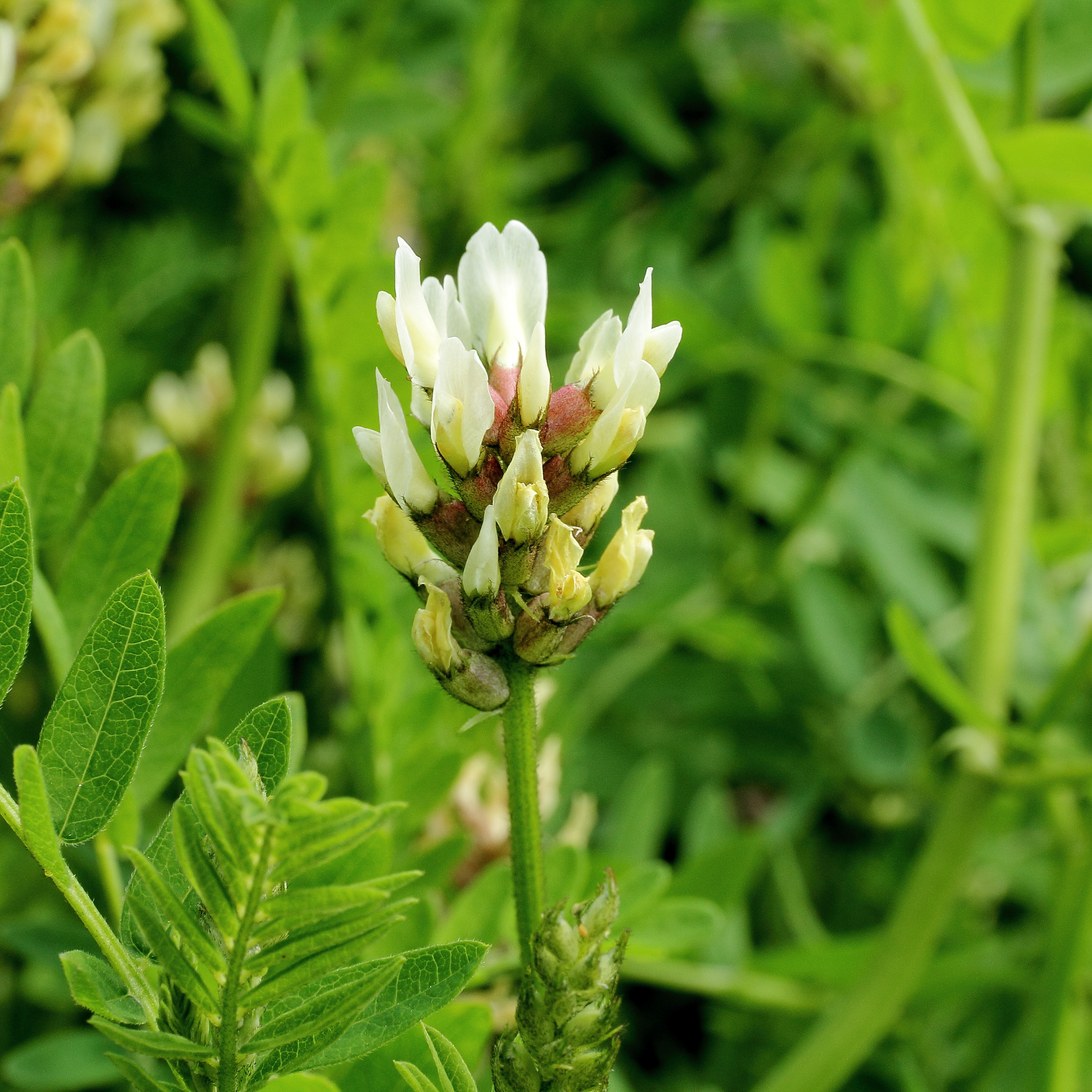
Detalle

## Descripción
Robusto, perenne, de hasta 60 cm o más, hojas pinnadas con 10-15 pares de folíolos, con pelos cortos adpresos. Flores amarillas, muchas en inflorescencias axilares densas en tallos de más de la mitad de largo que las hojas de debajo. Flores de 1,4-1,6 cm; dientes del cáliz la mitad de largo que el tubo. Vaina de 1-1,5 cm, hinchada, con pelos blancos y negros. Florece a final de primavera y en verano.

## Distribución y hábitat
En Austria, República Checa, Alemania, Suiza, Hungría, Polonia, España, Francia, Bélgica, Italia, antigua Yugoslavia, Bulgaria, Rumanía y Rusia. Vive en lugares herbosos.

## Taxonomía
Astragalus cicer fue descrita por  Linneo y publicado en Species Plantarum 2: 757, en el año 1753. (1 de mayo de 1753)
Etimología
Astragalus: nombre genérico derivado del griego clásico άστράγαλος y luego del Latín astrăgălus aplicado ya en la antigüedad, entre otras cosas, a algunas plantas de la familia Fabaceae, debido a la forma cúbica de sus semillas parecidas a un hueso del pie.
cicer: epíteto del latín cicer que significa  "garbanzo".
Sinonimia
- Astragalus cicer var. angustifolius Celak.
- Astragalus cicer var. dieffenbachii Hegi
- Astragalus cicer var. heldaviensis Fuss
- Astragalus cicer var. major DC.
- Astragalus cicer var. microphyllus (L.)Asch. & Graebn.
- Astragalus cicer var. pseudo-cicer (Opiz)Beck
- Astragalus cicer var. speciosus Schur
- Astragalus microphyllus L.
- Astragalus mucronatus DC.
- Astragalus pseudo-cicer Opiz
- Astragalus vesicarius Lam.
- Cystium cicer (L.) Steven
- Glaux astragaloides Medik.
- Tragacantha cicer (L.) Kuntze6[5]